# Ouratea tarapotensis
Ouratea tarapotensis är en tvåhjärtbladig växtart som beskrevs av Macbride. Ouratea tarapotensis ingår i släktet Ouratea och familjen Ochnaceae. Inga underarter finns listade i Catalogue of Life.